# (35194) 1994 ET3
1994 إي تي 3 (ويعرف أيضًا باسم (35194) 1994 إي تي 3 وفق تسمية الكوكب الصغير) (بالإنجليزية: 1994 ET3)‏ هو كويكب ضمن حزام الكويكبات؛ وترتيبه 35194 من حيث الاكتشاف.
اكتُشف هذا الجُرم الفلكي بواسطة اليانور إف. هيلين في 10 مارس 1994.

## وصلات خارجية
- (35194) 1994 ET3 في قاعدة بيانات مختبر الدفع النفاث لأجرام النظام الشمسي الصغيرة

- الاكتشاف · مخطط المدار ·  العناصر المدارية · المعلمات المادية

- (35194) 1994 ET3 على موقع ويكي سكاي: DSS2, SDSS, GALEX, IRAS, Hydrogen α, X-Ray, Astrophoto, Sky Map, Articles and images